# Pekařova brána
Pekařova brána je silniční tunel na katastru obce Vyskeř v okrese Semily v Libereckém kraji. Nachází v Českém ráji na silnici III/27926 (km 10,9, evidenční číslo 27926-4) pod Lažany, částí obce Vyskeř, asi 5 km severně od města Sobotka. Jedná se o nejkratší silniční tunel v Česku.

## Historie
Krátký tunel ve formě skalní brány vznikl při stavbě silnice, když její stavitelé narazili na pískovcovou skálu nazývanou Mnich a rozhodli se, že ji zachovají. Vytesali do ní gotický oblouk a zároveň její vrch zpřístupnili po schodech. Tunel byl zprovozněn v roce 1914. Název Pekařova brána pochází z doby, kdy tudy vedla původní turistická stezka z hradu Kost na hrad Valdštejn, pojmenovaná po českém historikovi Josefu Pekařovi.

## Popis
Tunel má délku 4 m, světlou výšku 4,9 m. Kvůli tvaru lomeného oblouku je však vjezd omezen pro vozidla s výškou do 3,8 metru.

## Galerie

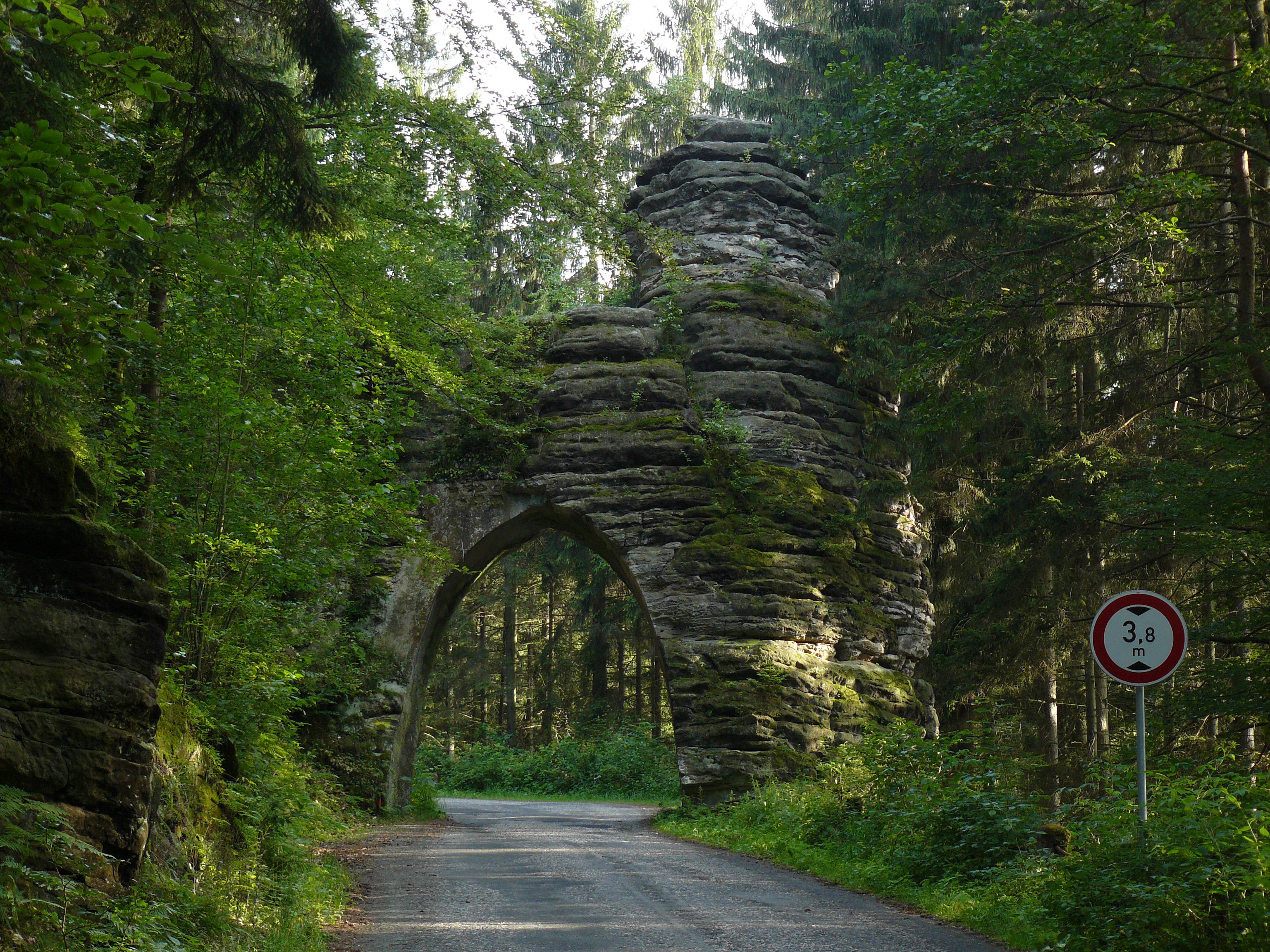
Pekařova brána ve směru od údolí Žehrovky
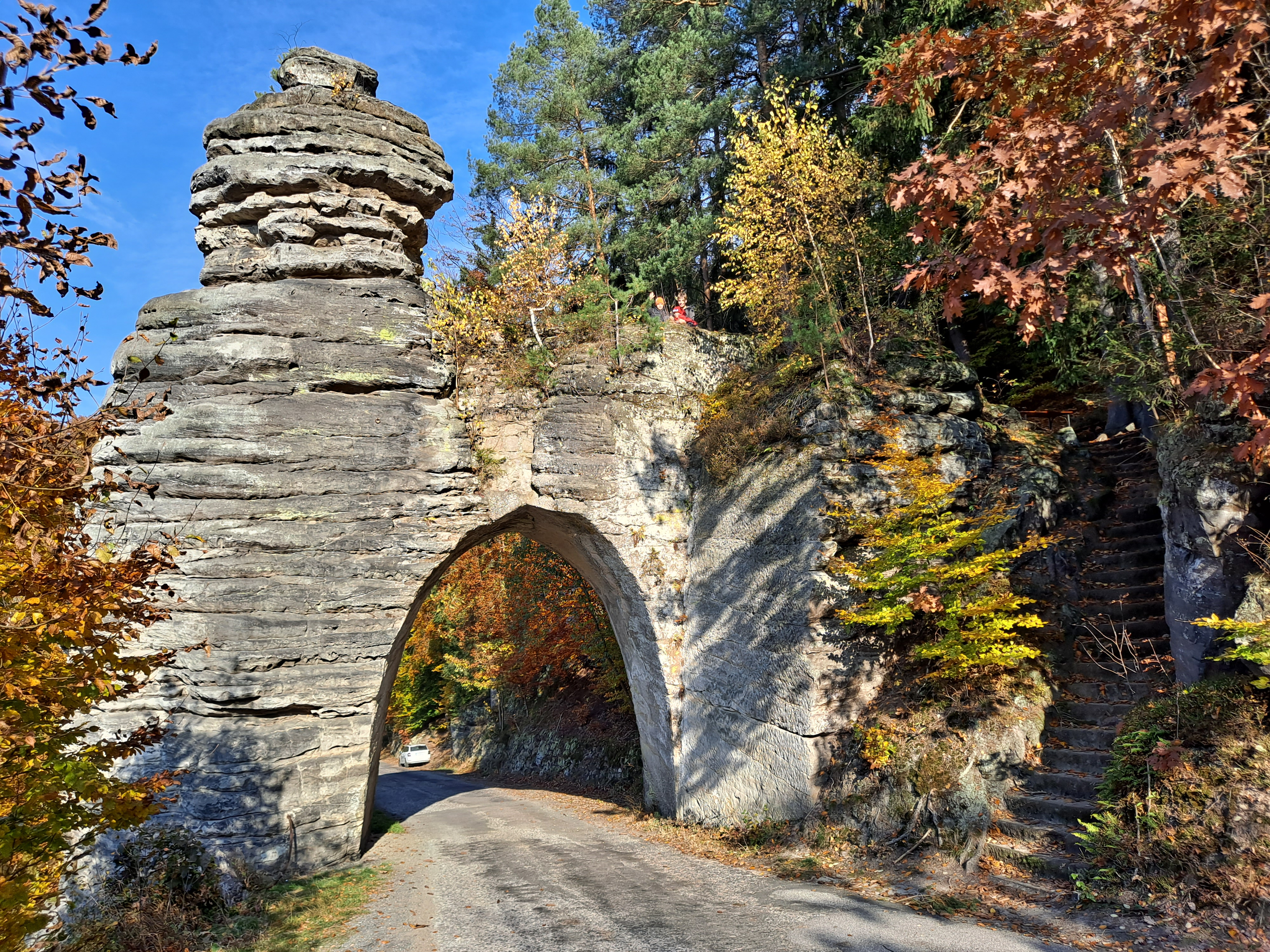
Brána ve směru od Lažan, vpravo schodiště pro výstup na bránu.